# Gnophos difficilis
Gnophos difficilis là một loài bướm đêm trong họ Geometridae.